# Schizocephala bicornis
Schizocephala bicornis är en bönsyrseart som beskrevs av Carl von Linné 1758. Schizocephala bicornis ingår i släktet Schizocephala och familjen Mantidae. Inga underarter finns listade i Catalogue of Life.